# Enzo Cornelisse
Enzo Cornelisse (Arnhem, 29 juni 2002) is een Nederlands voetballer die doorgaans als verdediger speelt. Hij verruilde in 2025 Vitesse voor Almere City FC. Hij is een zoon van Tim Cornelisse.

## Carrière

### Vitesse
Enzo Cornelisse speelde in de jeugd van ESA Rijkerswoerd onder leiding van voetbaltrainer Ferry Tip en Vitesse. In 2020 tekende hij zijn eerste contract bij Vitesse tot medio 2022 en schoof hij door naar het eerste elftal. Hij debuteerde voor Vitesse op 3 oktober 2020, in de met 3-0 gewonnen thuiswedstrijd tegen Heracles Almelo. Hij kwam in de 90+1e minuut in het veld voor Thomas Bruns. Dat seizoen kwam hij zes keer uit voor de club. In de seizoenen erna kreeg Cornelisse af en toe een basisplaats, maar zat veel op de bank. In het seizoen 2023/24 speelde hij 27 competitiewedstrijden. Hij degradeerde in de zomer van 2024 met Vitesse, maar bleef de club trouw. In de Eerste divisie miste hij slechts één wedstrijd en was af en toe aanvoerder van het team. Op 4 april 2025 maakte hij zijn eerste doelpunt voor de club tegen Jong AZ (2-2). Na vijf seizoenen in Arnhem, en in totaal 112 wedstrijden, werd zijn contract niet verlengd.

### Almere City FC
Medio 2025 maakte Cornelisse transfervrij de overstap naar het net gedegradeerde Almere City FC.

## Clubstatistieken
| Seizoen        | Club           | Competitie     | Competitie | Competitie | Beker | Beker | Overige | Overige | Totaal | Totaal |
| Seizoen        | Club           | Competitie     | Wed.       | Dlp.       | Wed.  | Dlp.  | Wed.    | Dlp.    | Wed.   | Dlp.   |
| -------------- | -------------- | -------------- | ---------- | ---------- | ----- | ----- | ------- | ------- | ------ | ------ |
| 2020/21        | Vitesse        | Eredivisie     | 6          | 0          | 0     | 0     | 0       | 0       | 6      | 0      |
| 2021/22        | Vitesse        | Eredivisie     | 13         | 0          | 1     | 0     | 2       | 0       | 16     | 0      |
| 2022/23        | Vitesse        | Eredivisie     | 20         | 0          | 1     | 0     | 0       | 0       | 21     | 0      |
| 2023/24        | Vitesse        | Eredivisie     | 27         | 0          | 4     | 0     | 0       | 0       | 31     | 0      |
| 2024/25        | Vitesse        | Eerste divisie | 37         | 2          | 1     | 0     | 0       | 0       | 38     | 2      |
| 2025/26        | Almere City FC | Eerste divisie | 0          | 0          | 0     | 0     | 0       | 0       | 0      | 0      |
| Carrièretotaal | Carrièretotaal | Carrièretotaal | 103        | 2          | 7     | 0     | 2       | 0       | 112    | 2      |

Bijgewerkt t/m 12 juni 2025.